# Decebal, Satu Mare
Decebal (maghiară Újtelep) este un sat în comuna Vetiș din județul Satu Mare, Transilvania, România.

## Așezare
Satul Decebal este situat în zona de câmpie din vestul județului Satu Mare, pe DN19 la o distanță de 23 km față de orașul Carei și 7 km față de municipiul reședință de județ.
Numele localității este atestat documentar din secolul al XIV-lea sub forma "Balkan-Decebal”. Se pare că în 1241, în urma marii năvăliri tătare, acest sat impreuna cu Doba au fost pustiite. A avut si un castel al carui ruine dateaza din secolul 18 si care se mai regasesc in putine locuri pe malurile raului Crasna. Localitatea are poștă, telegraful este la Sătmârel iar stația de cale ferată este tot la Satmarel.
Populația satului Decebal, conform datelor de la recensământul populației din 2002 era 1.103 locuitori.
În anul 1930 polulația localității era de 1.436 de locuitori, dintre care 900 români, 161 maghiari, 39 țigani și 3 evrei. Din punct de vedere confesional populația era alcătuită din 162 greco-catolici, 38 reformați, 900 ortodocși, 2 romano-catolici și 3 evrei.

## Instituții publice
- Primăria comunei Decebal
- Postul de poliție Decebal
- Cabinet medical individual Decebal
- Oficiul poștal Decebal
- Societatea agricolă „Viața nouă”
- Centrul Agroalimentar Decebal

## Legendele satului
Se spune că într-o seară un cuplu de iubiți a plecat la pescuit pe malul râului Crasna. Aceștia nu s-au mai întors niciodată. Se spune că băiatul a prins un peste atât de mare că nu se poate întoarce în rău, innoata doar în față și în spate. Acesta l-a prins și i-a mâncat pe amândoi. Se zice că oamenii au găsit dupan un timp lucruri pe care peștele gigant le-a eliminat neputând să le digere. Există numeroși localnici care spun că l-au văzut pe monstru și că povestea este reală. De atunci, în acel loc dacă, cineva merge la pescuit în acel loc pot observă deseori două siluete ale celor doi îndrăgostiți în cristalinul apei.

## Personalități
- Ghiță Munteanu (n. 1974), cântăreț

## Atracții turistice
- Biserica Ortodoxa „Sfânta Treime” - Balurile pe care preotul din sat le organizează trimestrial, la căminul cultural, când sunt invitați diverși artiști sătmăreni și din sat să concerteze.